# Rumoi (subprefectuur)

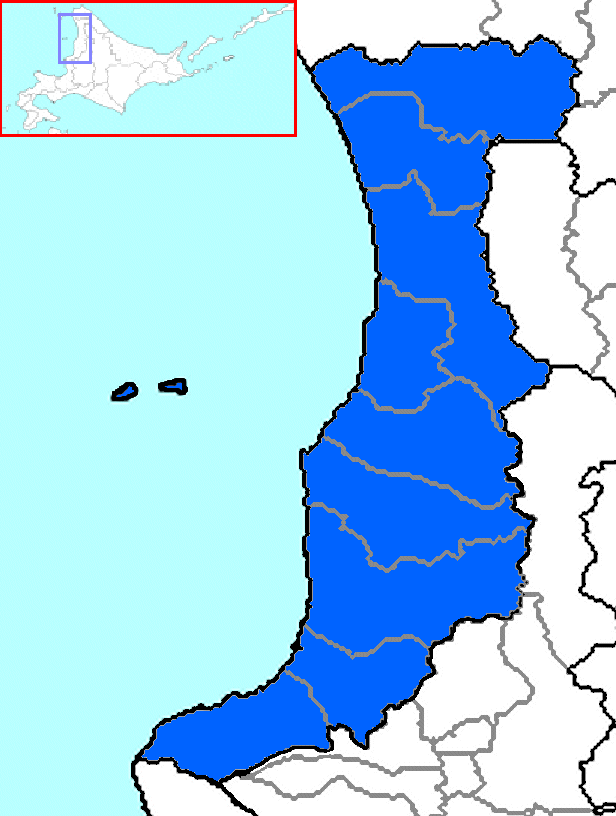
Kaart van de subprefectuur Rumoi.

 Rumoi  (Japans: 留萌支庁,  Rumoi-shichō) is een subprefectuur van de Japanse prefectuur Hokkaido. Rumoi heeft een oppervlakte van 4019,97 km² en een bevolking van ongeveer 61.488 inwoners (2005). De hoofdstad is Rumoi.

## Geschiedenis
In 1897 werd de subprefectuur Mashike (増毛支庁, Mashike-shichō) met als hoofdplaats Mashike opgericht. In 1914 werd de hoofdstad verplaatst naar de stad Rumoi en werd de subprefectuur hernoemd naar Rumoi.
Op 20 oktober 1948 werd het dorp Toyotomi van het district Teshio naar de subprefectuur Sōya overgeheveld.

## Geografie
Rumoi wordt begrensd door de subprefecturen Soya , Sorachi en Ishikari.
De administratieve onderverdeling is als volgt:

### Zelfstandige steden (市) shi
Er is 1 stad in de suprefectuur Rumoi:
- Rumoi (hoofdstad)

### Gemeenten (郡 gun)
De gemeenten van Rumoi, ingedeeld naar district:
| District | Gemeenten                            |
| -------- | ------------------------------------ |
| Mashike  | Mashike                              |
| Rumoi    | Obira                                |
| Tomamae  | Tomamae - Haboro - Shosanbetsu       |
| Teshio   | Enbetsu - Teshio District - Horonobe |